# Raisa
Raisa – rosyjskie imię żeńskie, występujące także w Polsce, przede wszystkim na obszarze, na którym zamieszkują mniejszości wyznające prawosławie (ponad 60% Rais mieszka w Białostockiem), którego etymologia nie jest jasna. Podaje się różne warianty pochodzenia imienia: od greckiego radia – „lekka”; od gr. reistos, radios – „lekkomyślna, beztroska, niefrasobliwa” lub też przypisuje się jej znaczenie „wypoczęta”. Istnieją również przesłanki do utożsamienia tego imienia z imieniem Iraida (pod imieniem Raisa (Iraida) wymieniana jest ważna święta prawosławna), którego greckim wariantem jest Irais – por. Izis i Izyda. Ros. Iraida pochodzi zaś od gr. hērōis, w dop. hērōidos – „heroina” (tj. „bohaterka”). Sposób utworzenia Raisy od heroiny byłby zatem analogiczny do przekształcenia, w wyniku którego z imienia Herodion powstał rosyjski wariant Rodion.
W Rosji po okresie popularności w latach 20. i 30. XX w., podczas którego regionalnie Raisa znajdowała się w pierwszej dziesiątce najczęściej nadawanych imion (w tym czasie utożsamiano znaczenie Raisy ze słowem raj; biografia Raisy Gorbaczowej przypisuje jej ojcu właśnie zamiar nadania „rajskiego” imienia), obecnie jest imieniem rzadko nadawanym.
Raisa imieniny obchodzi 5 września lub 23 września.

## Znane osoby o tym imieniu
- Irina Odojewcewa, właśc. Iraida Gustawowna Iwanowa – rosyjska poetka i powieściopisarka
- Raisa Gorbaczowa (1931–1999) – żona ostatniego przywódcy ZSRR, Michaiła Gorbaczowa
- Raïssa Maritain – żona filozofa Jacques’a Maritaina, chrześcijańska poetka i mistyczka, pochodząca z rodziny rosyjskich Żydów z Rostowa nad Donem
- Raisa Smiechnowa – radziecka biegaczka długodystansowa
- Raisa Smietanina – rosyjska biegaczka narciarska
- Raisa Żuk-Hryszkiewicz – białoruska nauczycielka i działaczka niepodległościowa
- Raisa Andriana – indonezyjska piosenkarka

Zobacz też:
- (1137) Raïssa